# فرنام جهانیان
فرنام جهانیان دانشگاهی و دانشمند رایانه است. او هم‌اکنون به عنوان دهمین رئیس دانشگاه کارنگی ملون فعالیت می‌کند. او پیشتر نایب رئیس پژوهشی و پرووست این دانشگاه بوده‌است. 

## اوایل زندگی
فرنام جهانیان متولد ایران است.او در ۱۳۵۷ در اوایل انقلاب به آمریکا امد برای تحصیلات دبیرستان، و پی اچ دی علوم رایانه را از دانشگاه تگزاس در آستین دریافت کرد .